# فرید سجادی حسینی
فرید سجادی حسینی (زاده ۱۶ فروردین ۱۳۲۸ در اهواز) کارگردان و بازیگر اهل ایران است.
او برای نقش خود در فیلم فروشنده در نوزدهمین جشن خانه سینما برنده تندیس زرین بهترین بازیگر نقش مکمل مرد شد.

## آثار

### سرپرست گروه کارگردانی
- کیمیا (مجموعه تلویزیونی)

### مدیر برنامه ریز
- راه بهشت

### دستیار کارگردان
- مسافر ری
- عشق شیشه‌ای
- مدرسه پیرمردها
- ترانزیت
- سکوت
- روز واقعه
- امام علی (مجموعه تلویزیونی)
- روزگار قریب

### کارگردان
- خط آتش (فیلم)
- مهرآباد (مجموعه تلویزیونی)
- بانو (مجموعه تلویزیونی)

### تهیه‌کننده
- یحیی (فیلم)

### بازیگری در سینما
- نبودنت (۱۴۰۱)
- وابل (۱۴۰۱)
- مرجان (۱۴۰۰)
- بی‌همه چیز (١٣٩٩)
- حکم تجدیدنظر (۱۳۹۸)
- عنکبوت (۱۳۹۸)
- شبی که ماه کامل شد (۱۳۹۷)
- خون خدا (۱۳۹۷)
- شاه کُش (۱۳۹۶)
- لونه زنبور (۱۳۹۶)
- مغزهای کوچک زنگ زده (۱۳۹۶)
- نسبت خونی (۱۳۹۵)
- آذر (۱۳۹۵)
- ایتالیا ایتالیا (۱۳۹۵)
- فروشنده (۱۳۹۴)
- شب بیرون (۱۳۹۲)
- عشق شیشه‌ای (۱۳۷۸)
- مدرسه پیرمردها (۱۳۷۰)
- عروس (۱۳۶۹)

### بازیگری در مجموعه نمایش خانگی
- گناه فرشته (۱۴۰۲)
- سرگیجه (١۴٠١)
- پوست شیر (١۴٠١)
- می‌خواهم زنده بمانم (۱۳۹۹)
- خواب‌زده (۱۳۹٨)

### بازیگری تلویزیون
- ١٣٧٠ امام علی (داوود میرباقری)
- ۱۳۷۵ عروسک شکسته (حسین حکمت جو)
- ۱۳۷۸ سوانح العشاق (سعید بخشعلیان)
- ۱۳۷۸ کژدم ۳۳ (مهدی شمسایی)
- ۱۳۷۸ کاشانه (قاسم جعفری)
- ۱۳۸۱ روزهای بیاد ماندنی (همایون شهنواز)،(تورج منصوری)
- ۱۳۸۶ روزگار قریب (کیانوش عیاری)
- ۱۳۹٧ هیئت مدیره (مازیار میری)
- ۱۳۹۷ لحظهٔ گرگ و میش (همایون اسعدیان)
- ١۴٠٠ هم سایه (محمدحسین غضنفری)
- ۱۴۰۳ مرهم (محمدرضا آهنج)

### بازیگری در تئاتر
- در اعماق
- سه خواهر
- ترن
- مگنت
- شیروانی داغ (۱۳۹۷)
- هرملین دیوانه اسکاندیناوی(1398)